# 四氯化钒
四氯化钒（化学式：VCl4）是钒(IV)的氯化物，为亮红色液体，可用于制备其他很多钒化合物，包括氯化二茂钒。它与许多配体形成加合物，如与四氢呋喃反应生成VCl4(THF)2。
四氯化钒呈顺磁性，它比反磁性的四氯化钛多一个价电子。它是少数室温下为液体且为顺磁性的化合物之一。
与同族的VF5、NbCl5和TaCl5不同，VCl4可由金属钒氯化制备，氯气的氧化性不足以将钒氧化至VCl5。此外，四氯化钒在沸点下分解，生成三氯化钒和氯气：
2 VCl4 → 2 VCl3 + Cl2

## 反应及应用
- 有机合成中，VCl4可使酚偶联，比如与苯酚反应生成4,4'-联苯酚：[1]

2 C6H5OH  + 2 VCl4  →  HOC6H4-C6H4OH  +  2 VCl3  +  2  HCl
- 橡胶工业中，VCl4可以催化烯烃的聚合反应，机理与齐格勒-纳塔催化剂类似。
- VCl4与HBr反应生成VBr3。反应经由中间产物VBr4，室温下分解放出Br2。[2]

2 VCl4  + 8 HBr  →  2 VBr3  +  8 HCl  +  Br2

## 安全
室温下，VCl4是可挥发且有较强氧化性的液体，遇水迅速水解生成HCl。